# François Decker
Mr. François Decker, ook van Harencarspel Decker, heer van Ursem en Beverwijk, (gedoopt Amsterdam, 29 oktober 1749 - Gouda, 11 juli 1817)  was een Nederlandse burgemeester.

## Leven en werk
Decker werd in 1749 in de Nieuwe Kerk te Amsterdam gedoopt als zoon van de Goudse regent mr. Willem Decker, heer van Ursem, en Renetta Clara van Harencarspel. Hij studeerde rechten aan de Hogeschool te Leiden, waar hij promoveerde op stellingen. In 1769 werd hij benoemd tot schout en secretaris van Nieuwerkerk aan den IJssel. Van 1778 tot 1780 was hij commissaris van Amsterdam. In 1780 werd hij lid van de vroedschap van Gouda. Vanaf 1783 noemde hij zich Van Harencarspel Decker in plaats van Decker. In de periode tot 1795 vervulde hij in deze stad diverse bestuurlijke functies. Hij was onder andere schepen, schepencommissaris, gasthuisregent, schepenmeester, kerkmeester, poltiemeester en weesmeester. Decker  moedigde samen met een ander lid van de vroedschap de plunderaars aan, die op 17 september 1787 de huizen van de Goudse patriotten plunderden. Daarna speelde hij in het stadsbestuur een tamelijk gematigde rol, waarbij hij de kant koos van de stadsbestuurders die orde en rust wensten te herstellen. Van 1788 tot 1793 was hij baljuw van Gouda. In 1794 werd hij gekozen tot burgemeester. In 1795 was zijn bestuurlijke rol voorlopig uitgespeeld. In 1813 trad hij toe tot het door de toenmalige maire van Gouda, Ligtvoet van Leeuwen, gevormde provisionele stadsbestuur van Gouda. In 1814 was hij namens het departement Monden van de Maas lid van de Vergadering van Notabelen. Van 1814 tot 1817 was hij lid van Provinciale Staten van Holland. In 1815 werd hij benoemd tot burgemeester van Gouda, samen met Van Toulon en Kemper. Deze functie vervulde hij tot zijn overlijden in 1817.
Decker trouwde op 6 mei 1781 in Abcoude met Frederika Berewout, dochter van de bewindhebber van de West-Indische Compagnie, Jan Frederik Berewout, en Deborah Bor. Hij overleed in juli 1817 op 67-jarige leeftijd in zijn woonplaats Gouda. Hij werd begraven in de Sint-Janskerk aldaar.
- Biografisch Portaal: 39557509
- Parlement.com: vg09llrg4vzk